# Papiro 96
O Papiro 96 ({\displaystyle {\mathfrak {P}}}96) é um antigo papiro do Novo Testamento que contém fragmentos do  capítulo três dos Evangelho de Mateus (3:10-12, 3:13-15).